# Gonzalez, Florida
Gonzalez är en ort (CDP) i Escambia County, i delstaten Florida, USA. Enligt United States Census Bureau har orten en folkmängd på 13 273 invånare (2010) och en landarea på 39,1 km².